# Hirschmaus
Die (Eigentliche) Hirschmaus (Peromyscus maniculatus) ist eine in Nord- und Mittelamerika lebende Art der Neuweltmäuse. Die Bezeichnung Hirschmäuse wird auch auf andere Arten der Gattung der Weißfußmäuse (Peromyscus) angewandt.

## Merkmale
Hirschmäuse sind eher kleine Neuweltmäuse, sie erreichen eine Kopfrumpflänge von 7 bis 11 Zentimeter, die Schwanzlänge ist nach Population und Lebensraum variabel und kann 5 bis 11 Zentimeter betragen. Das Gewicht der Tiere beträgt 10 bis 25 Gramm. Tiere, die im Waldland leben, sind etwas größer und haben längere Füße und Schwänze als Tiere, die im Grasland leben. Die Schnauze ist zugespitzt, die Augen sind groß und dunkel, die Ohren ebenfalls groß und nur spärlich behaart. Ihr Fell ist an der Oberseite grau bis rotbraun gefärbt, der Bauch und die Füße sind weiß. Auch der Schwanz ist zweifarbig – an der Oberseite dunkler als an der Unterseite – und die Farben sind scharf getrennt.

## Verbreitung und Lebensraum

Das Verbreitungsgebiet der Hirschmaus

Hirschmäuse sind von Alaska und dem nördlichen Kanada über weite Teile der USA bis in das südliche Mexiko (Oaxaca) verbreitet. Sie sind äußerst variabel in Bezug auf ihren Lebensraum und bewohnen sowohl verschiedene Wälder als auch buschbestandene Gebiete, Grasländer, Gebirgsregionen und Wüsten. Am häufigsten sind sie in Prärien, Buschländern und lichten Wäldern.

## Lebensweise
Hirschmäuse halten sich vorwiegend am Boden auf, können aber auch gut klettern. Sie sind nachtaktiv und verbringen den Tag in selbst errichteten Nestern. Diese Nester sind in Grasländern oft in Bauen unter der Erde, in Wäldern in Baumhöhlen, verlassenen Vogelnestern oder im Geäst. Sie leben in Gruppen zusammen, die in der Regel aus einem Männchen, einigen Weibchen und den dazugehörigen Jungtieren bestehen. Im Winter bilden sie Gruppen von zehn oder mehr Tieren, sie drängen sich in den Nestern zusammen, um sich gegenseitig zu wärmen.
Sie sind opportunistische Allesfresser, die verschiedene Pflanzen und Tiere verzehren. Auf ihrem Speiseplan stehen Samen, Früchte, Blüten, Nüsse, Insekten und andere wirbellose Tiere. In den kühleren Monaten sammeln sie Nahrung in Vorratslagern, sie halten keinen Winterschlaf.

## Fortpflanzung
Hirschmäuse sind sehr fruchtbar, im Labor kann ein Weibchen 14 Würfe jährlich austragen. Bei wärmeren Wetter pflanzen sie sich etwa alle drei bis vier Wochen fort, die Tragzeit beträgt 22 bis 30 Tage. Die Wurfgröße hängt unter anderem vom Lebensraum ab und kann eins bis elf betragen, meist sind es vier bis sechs Jungtiere. Diese öffnen die Augen mit 2 Wochen und werden mit 25 bis 35 Tagen entwöhnt. Die Geschlechtsreife tritt mit 35 bis 49 Tagen ein.

## Hirschmäuse und Menschen
Hirschmäuse sind weit verbreitet und zählen in manchen Regionen zu den häufigsten Säugetieren. Mancherorts sind sie als Träger von Hantaviren, insbesondere des Sin-Nombre-Virus, gefürchtet.